# Puyloubier
Puyloubier település Franciaországban, Bouches-du-Rhône megyében. Lakosainak száma 1780 fő (2022. január 1.). Puyloubier Rousset, Saint-Antonin-sur-Bayon, Trets, Vauvenargues, Pourrières és Rians községekkel határos.

## Népesség
A település népességének változása:
| Lakosok száma | 692  | 1121 | 1473 | 1671 | 1860 | 1799 | 1792 | 1779 | 1785 | 1780 |
|               | 1968 | 1982 | 1999 | 2006 | 2012 | 2015 | 2017 | 2018 | 2020 | 2022 |